# Frida Levy
Frida Levy, geb. Stern (* 18. Dezember 1881 in Geseke; † 1942 im Ghetto Riga) war eine deutsche Frauen- und Bürgerrechtlerin.

## Leben und Wirken
Frida Levy wurde als drittes Kind der Eheleute Samson Stern und Johanna geborene Leszynski in Geseke geboren. Sie wurde mit sechzehn Jahren Vollwaise. Am 26. September 1899, nach dem Tod ihrer Eltern, zog sie mit ihrem Bruder Ludwig nach Berlin zu einem Onkel.
Am 29. März 1901 heiratete sie den Rechtsanwalt Fritz Levy (1874–1936) aus Elberfeld, mit dem sie nach Essen zog. Fritz Levy praktizierte über 25 Jahre lang in Essen. Dort bekam das Paar zwischen 1906 und 1918 vier Kinder. Das Haus der Levys in der Moltkestraße wurde für junge Künstler und Intellektuelle zur Anlaufstelle, so dass dort auch Lesungen von Schriftstellern, Vorträge und Diskussionen über Kunst und Politik abgehalten wurden.
Frida Levy besuchte die Folkwangschule und unterhielt Kontakte zu Künstlern wie Karl Schmidt-Rottluff, Josef Urbach und Gert Heinrich Wollheim. Vor dem Ersten Weltkrieg engagierte Frida sich zusammen mit Frauenrechtlerinnen wie Anita Augspurg und Minna Cauer für das Frauenwahlrecht und gegen das preußische Dreiklassenwahlrecht im Verein Frauenwohl in Essen. Sie kümmerte sich um Arbeiterfrauen und -mädchen, um beispielsweise Unterhaltszahlungen durchzusetzen oder vertrat sie in arbeitsrechtlichen Fragen und Mietsachen, dazu schrieb sie auch Armengesuche. Frida Levy war im Vorstand des Deutschen Verbands für Frauenstimmrecht. Zusammen mit Anita Augspurg und Minna Cauer setzte sie sich für das Frauenwahlrecht und gegen das reaktionäre Dreiklassenwahlrecht in Preußen ein. Nach dem Ersten Weltkrieg arbeitete sie im Internationalen Frauenverband für Frieden und Freiheit mit, wo sie ihre pazifistische Haltung zum Ausdruck brachte. Zudem beschäftigte sie sich in Vorträgen vor Jugendlichen mit damals gesellschaftlichen Tabuthemen wie Sexualprobleme in der Jugendbewegung, Bub und Mädel in der Arbeiterbewegung und Jugend und Alkohol.
Im Februar 1933 wurde ihr Mann Fritz Levy, der Mitglied der SPD war und der Essener Stadtverordnetenversammlung angehörte, verhaftet, acht Tage festgehalten und dann der Stadt verwiesen. Zusammen mit ihrem Mann ging sie 1933 zu Freunden nach Wuppertal. Dort starb Fritz Levy am 7. Mai 1936 nach langer Parkinson-Krankheit. Frida Levy zog nach Berlin zu ihrer Tochter Hanna Herz und deren Ehemann Walter um, die dann beide wegen staatsfeindlicher Bestrebungen zu mehreren Jahren Zuchthaus verurteilt wurden. Levys andere drei Kinder lebten bereits in Palästina und Schweden. Mit ihrer Tochter Hanna und ihrem Schwiegersohn Walter korrespondierte sie und hielt damit Kontakt zur Außenwelt, da Gefangene nur Angehörigen schreiben durften. In Kenntnis der Gefahr und mit Rücksicht auf Hanna und Walter Herz kehrte Frida nach einem Besuch ihrer Töchter in Palästina 1938 nach Berlin zurück. Nach Freilassung im Frühjahr 1939 emigrierte Hanna Herz nach Schweden, jedoch wurde ihr Mann Walter in ein Konzentrationslager deportiert und dort ermordet.
Frida Levy wollte weder auswandern, noch sich verstecken oder Suizid begehen. Sie wurde am 25. Januar 1942 nach Riga deportiert und kam dort unter ungeklärten Umständen ums Leben.
Im September 2001 wurde die Gesamtschule Essen-Mitte, das vormalige Humboldt-Gymnasium, in Frida-Levy-Gesamtschule umbenannt; die Außenfassade zeigt (gesprüht) ihr Porträt sowie den Geburtstag und das Sterbejahr. Im Pausenhof der Schule wurde am 27. Juni 2005 zur Erinnerung an Frida Levy als Opfer des Holocausts ein Stolperstein verlegt, ebenso im Juli 2012 vor ihrer letzten Wohnung in der Xantener Straße 20 in Berlin.

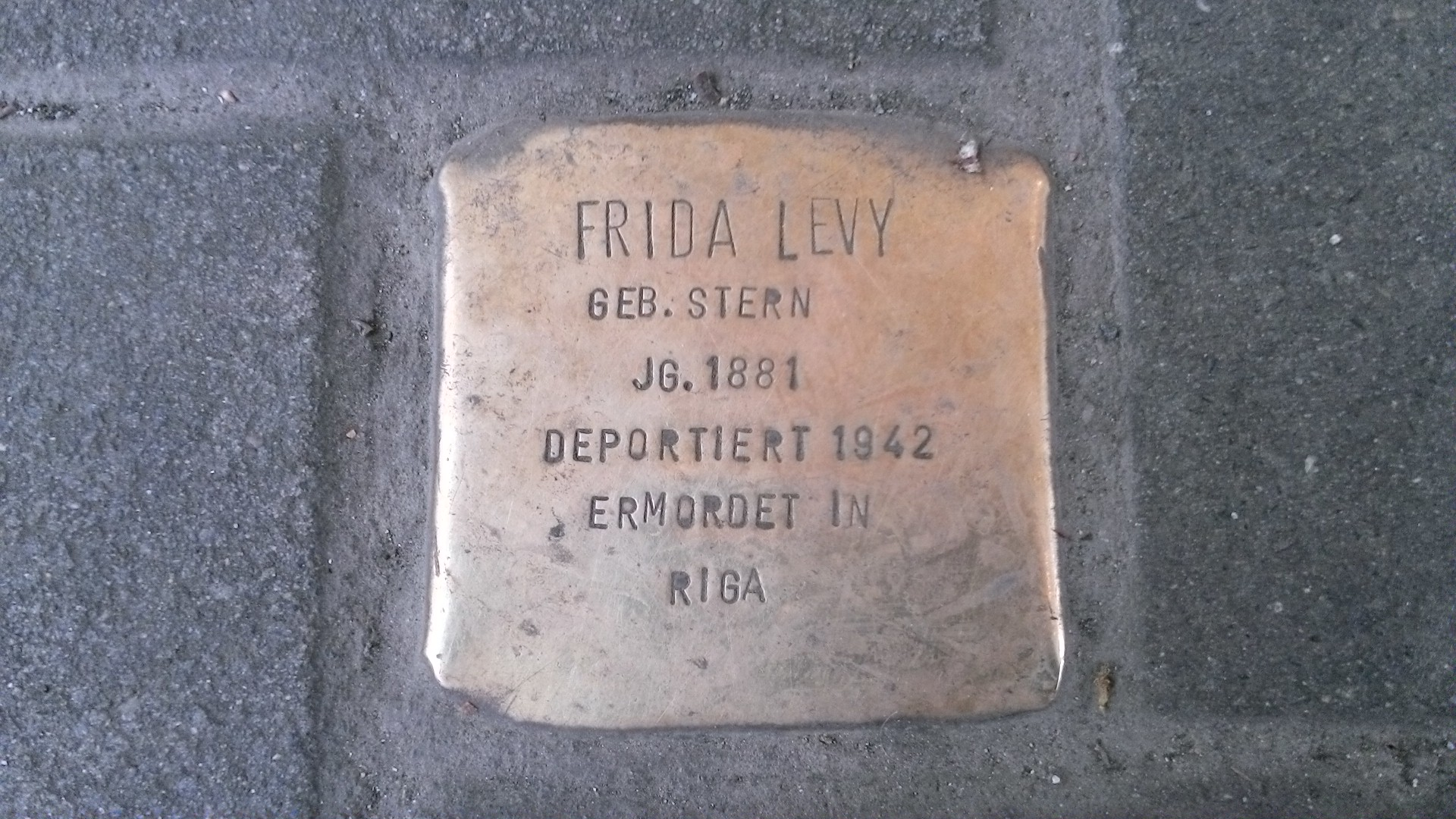
Stolperstein im Pausenhof der Frida-Levy-Gesamtschule in Essen
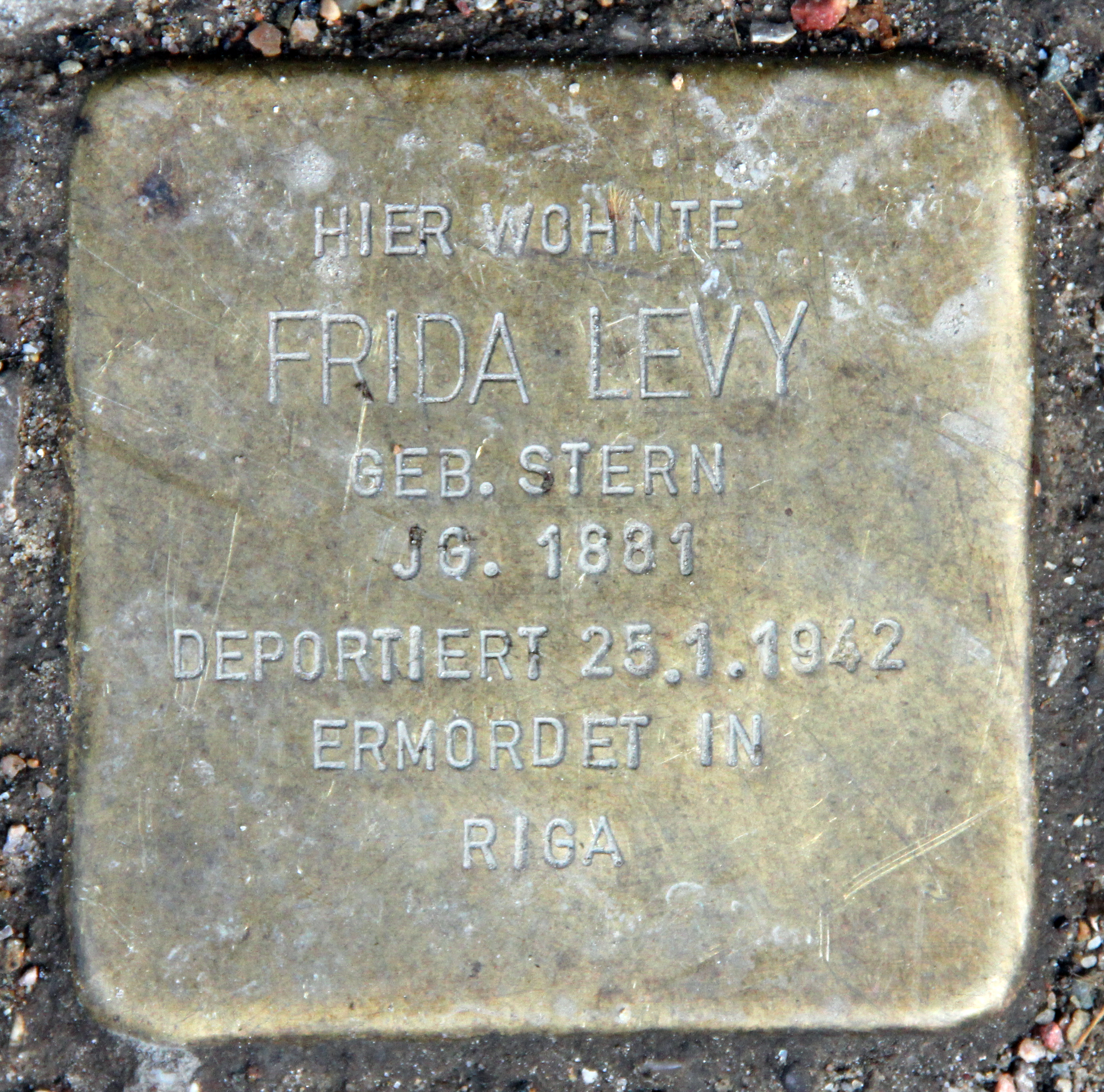
Stolperstein in der Xantener Straße in Berlin-Wilmersdorf